# 해피 챈들러
앨버트 벤저민 "해피" 챈들러(Albert Benjamin "Happy" Chandler, 1898년 7월 14일 ~ 1991년 6월 15일)는 미국의 민주당 정치인으로 두차례의 켄터키주지사 (1935년~1939년, 1955년~1959년)를 지내고 제2대 야구 커미셔너로서 메이저 리그 베이스볼에서 팀 소유자들을 무시하고 인종적 분리를 끝내는 도움을 주었던 것으로 잘 알려졌다.

## 초기 생애와 교육
켄터키주 커라이던에서 수리공, 시골 집배원이자 전화 교환원 조지프 챈들러와 자신이 4세때 가족을 떠난 주부 캘리 샌더스의 아들로 태어난 챈들러는 빈곤에 시달려 부서진 집에서 자라왔다. 그의 단 하나의 동생은 14세의 나이에 나무에서 떨어져 사망했다. 챈들러는 헨더슨군에 있는 커라이던 고등학교를 다녔다. 1918년부터 1년간 미국 육군에서 이등병으로 복무한 후, 그는 켄터키주 렉싱턴에서 트랜실베이니아 대학교에 입학하였다. 그의 끊임없는 미소는 그에게 "해피"라는 별명을 얻게 하였다. 그는 세탁소에서 일하면서 등록금을 벌었고 야구, 미식축구와 농구에서 뛰어났다. 1921년 그는 인문사회 학사 (B.A.)와 졸업하고 1년간 하버드 로스쿨을 다니다가 재정적 이유들로 떠나고 말았다. 1924년 켄터키 대학교로부터 법학 학위를 얻었다.

## 초기 경력
챈들러는 켄터키주 버셀리스에서 법률 업무를 시작하고 프로 야구를 활약하였다. 1928년 우드퍼드군 연방항소법원의 최고 책임자로 선정된 후 그는 1930년과 1931년 민주당원으로서 켄터키주 상원을, 1931년부터 1935년까지 켄터키주 부지사를 지냈다. 1935년 주지사 루비 래푼의 결석 동안 그는 주의 기본법을 제정하는 데 총회의 특별 회의를 소집하였다. 챈들러는 민주당 예비 선거에서 켄터키주지사를 위하여 래푼이 지지하는 후보를 꺾고 그해 11월 최고위자로 선출되었다.

## 켄터키주지사로서 첫번째 기간
1935년 12월부터 1939년 10월까지 챈들러는 켄터키주지사를 지냈다. 그의 행정부는 판매세를 술과 소득세로 대체하였고, 130개의 주정부 기관을 제거하였고, 2천만 달러의 적자를 해소하였고, 교도소들을 개혁하였고 많은 병원들을 건설하였으며 아동 노동 헌법의 비준을 확보하였다. 1939년 그는 유나이티드 광산 근로자들이 노동 조합을 위한 인정을 받기 위해 파업을 벌였던 할런군에서 질서를 회복하기 위하여 1,000명의 주방위군을 보냈다.
주지사들이 하나의 기간으로 제한되었기 때문에 챈들러는 1938년 민주당 예비 선거에서 현직 상원 앨번 윌리엄 바클리를 반대하였다. 프랭클린 D. 루스벨트 대통령의 지지는 바클리가 50,000명 이상의 투표인들에 의하여 이기는 도움을 주었다.

## 켄터키주 상원
1939년 나중에 당선된 켄터키주 상원 마블 로건이 사망했을 때 챈들러는 주지사로서 사임을 하고 비어진 상원 자리를 채우는 데 임명되었다. 그는 1940년 11월 로건의 기간의 나머지를 채우는 데 선출되었고 완전한 6년간 상원 기간을 위하여 1942년 11월 공화당의 존 영 브라운을 꺾었다.
챈들러는 1942년 알래스카와 알류산 열도를 방문한 상원 군사 위원회의 소위원회 의장을 맡았다. 그는 그렇지 않으면 미국이 태평양 전쟁을 승리하는 데 영국과 소련이 도움이 되지 않을까 두려웠던 독일 전에 일본을 물리치는 것에 호의를 가졌다. 챈들러는 무기대여법, 역수 무역 연장법, 브레턴우즈 체제, 유엔 헌장, 농업안정국 대출의 연장과 국토 확장을 위한 1억 지출을 성원하였다. 1944년 민주당 전당 회의에서 그는 부통령 후보직을 비성공적으로 추구하였다.

## 야구 커미셔너
1945년 11월 챈들러는 상원으로부터 사임을 하고 야구 커미셔너로서 권위주의적 케니소 마운틴 랜디스를 대체하였다. 그는 야구가 공정하고, 정직하고 윤리적으로 행동해야 했던 친선 대사가 되었다. 챈들러는 고등학생 야구 선수들이 졸업했을 때까지 그들을 계약하지 않도록 소유자들을 설득시켰고 더 많은 야간 경기를 활약하는 호의를 가졌다. 그는 1946년 무법자 멕시코 야구 리그로 뛰어들었던 18명의 메이저 리그 스타 선수들에 5년간 금지령을 내렸다. 몇몇의 선수들은 1948년 마이너 리그 베이스볼에 대해 소송을 제기하였고 이듬해 챈들러가 그들에게 포괄적인 사면을 주었을 때 선수들이 복원되면서 사건은 법정 외부에서 새결되었다.
팀 소유자들에 의한 15 대 1로 반대 투표에도 불구하고 챈들러는 1947년 브루클린 다저스로 재키 로빈슨의 계약 양도를 찬성하였다. 그의 활동과 필드에서 로빈슨의 탁월함은 윌리 메이스, 로이 캄파넬라와 다른 흑인 스타 선수들을 위하여 길을 닦았다. 그해 4월 그는 브루클린 다저스의 감독 리오 더로셔를 도박꾼들과 어울린 것으로 1947년 시즌을 위하여 정직시켰다. 챈들러는 선수들을 위하여 연금 기금을 제정하였고, 야구의 첫 텔레비전 계약을 맺었고 선수들의 연금 기금을 지지하는 데 수익금을 사용하라는 명령을 내렸다.
소유자들은 강력한 커미셔너를 원망하여 대신 가신을 선호하였다. 몇몇의 소유자들은 챈들러를 메이저 리그 베이스볼의 인종 통합을 승인한 것에 대해 반란을 일으켜 유보 조항을 임의로 위대롭게 하였고 어떤 소유자들의 의심되는 도박 활동들을 조사하였다. 1951년 7월 올스타 브레이크가 있던 동안 그들은 그를 해고시켰다. 챈들러는 재선을 위하여 필요했던 12개의 투표들 중에 단 9표를 얻었고 그달에 커미셔너로서 강제로 사임하였다. 그는 버셀리스로 돌아와 변호사 개업을 하고 담배를 재배하고 주간 신문 〈우드퍼드 선〉을 운영하였다.

## 주지사로 복귀
1955년 챈들러는 켄터키주지사를 위하여 출마하면서 민주당 체제를 꺾었다. 그는 주지사 로런스 웨더비, 그리고 상원들 얼 클레멘츠와 버트 콤스를 지지한 앨번 윌리엄 바클리를 도전하였다. 챈들러는 10개월간 선거 운동을 벌여 900개의 연설들을 이루었다. 그의 슬로건은 "Be like your pappy and vote for Happy" (너의 아빠처럼 되고 해피에게 투표하거라)였다. 각각의 선거 운동 연설 후에 그는 "《There's a Gold Mine in the Sky》"라는 노래를 불렀다. 그는 500,000표 중 18,000표에 의하여 8월 예비 선거를 이기고, 그러고나서 기록적으로 129,000표에 의하여 공화당원 에드워드 데니를 꺾었다.
1955년부터 1959년까지 두번째 기간을 위하여 켄터키주지사를 지냈다. 컬럼비아에 있는 아데어군 통합 고등학교는 1956년 1월 인종적으로 통합되었고 다음해 9월 다른 학교들이 따라졌다. 대부분의 공동체들은 평화적으로 변화를 받아들였다. 1956년 챈들러는 바클리의 만료되지 않은 상원 기간을 채우는 데 로버트 험프리를 임명하였으나 민주당 주립 중앙 위원회는 그해 11월 선거에 출마하는 데 전직 주지사 로런스 웨더비의 호의에 험프리를 거절하였다. 1959년 켄터키 대학교 의료 센터는 챈들러의 영예에 이름이 붙었다.

## 이후의 생애
1963년 챈들러는 주지사를 위하여 민주당 후보 지명을 비성공적으로 추구하였다. 그러고나서 그는 채터누가의 퍼스트 플라이트 골프 컴퍼니의 부회장 겸 이사, 조지아주의 코스털 스테이츠 생명 보험의 이사, 루이빌의 인터사우스 생명 보험을 위한 수신자와 켄터키 가정 생활 보험의 결성자가 되었다. 챈들러는 우드워드군 민주당 집행위원회의 의장을 맡았고 켄터키주를 위한 민주당 국가위원이었다.
그는 켄터키주 스포츠 명예의 전당 (1957년)과 미국 야구 명예의 전당 (1982년)으로 선출되었다. 챈들러는 캔자스주 위치토에서 국제 야구 회의의 회장, 컨티넨탈 미식축구 리그의 커미셔너 (1965년)와 타이 코브 재단과 켄터키 대학교에서 신탁 관리인을 지냈다. 그는 트랜실베이니아 대학교에서 통치위원회의 의장을 맡았다. 챈들러는 성공회의 주교 메달 (1959년)과 제퍼슨 데이비스 메달 (1975년)을 받았다.
1991년 6월 15일 92세의 나이에 심근 경색으로 사망하였다. 그는 버셀리스에 있는 피스가 교회 묘지에 안장되었다.

## 개인 생활
1925년 11월 12일 밀드레드 루실 왓킨스에게 결혼하여 4명의 자녀를 두었다.
독립심이 강했던 챈들러는 정치적과 야구 설립들에 둘다 자주 반항하였다. 그는 켄터키 주립 민주당을 거절하였고, 강하고 지배적인 커미셔너를 원하지 않았던 팀 소유자들과 충돌하였다. 챈들러는 메이저 리그 베이스볼의 인종적 합류를 대담하게 지지하여 흑인 선수들을 위한 길을 닦았다.